# Josine van Dalsum

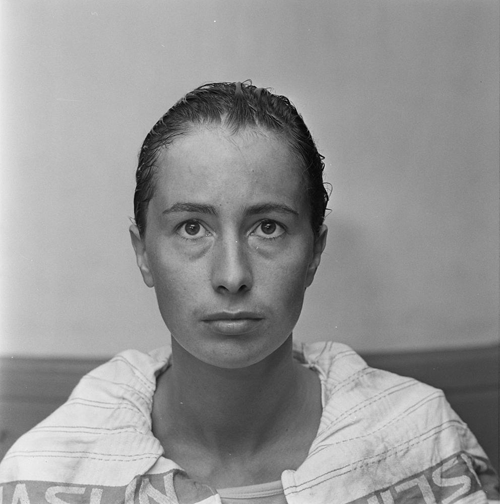
Josine van Dalsum (1977)

Josine van Dalsum (* 14. Juli 1948, Breda, Provinz Nordbrabant; † 17. November 2009 in Amsterdam, Provinz Nordholland) war eine niederländische Schauspielerin und Drehbuchautorin.

## Werdegang
Dalsum trat ab Anfang der 1970er Jahre im Theater auf. Ab Mitte der 1970er Jahre folgten auch Auftritte in zahlreichen Fernsehproduktionen. 1975 nahm sie das Musikalbum Ik Ben Er Zomaar auf.
1981 übernahm sie in der Fernseh-Miniserie Mata Hari die Rolle der gleichnamigen Tänzerin und Spionin. 1983 war sie im Horrorthriller Fahrstuhl des Grauens zu sehen. Danach wandte sie sich wieder verstärkt dem Fernsehen zu.
Ab Ende der 1990er Jahre verfasste sie Drehbücher für die deutschen Fernsehserien Die Wache und Geisterjäger John Sinclair. 
2003 wurde bei ihr Krebs diagnostiziert, den sie unter anderem in ihrem autobiografischen Buch Hagelwit verarbeitete. Außerdem erschien das Buch Kleine Johanna, in dem sie über ihre Jugend in Breda schrieb.
Im Jahr 2009 wurde Von Dalsum zum Ritter des Ordens von Oranien-Nassau erhoben. Wenige Monate später verstarb sie an ihrer Krebserkrankung.

## Privatleben
Josine van Dalsum war seit 1974 mit dem Regisseur John van de Rest verheiratet. Der 1976 geborene Sohn Aram van de Rest ist ebenfalls als Schauspieler tätig.

## Filmografie (Auswahl)
- 1974: Zoon van het oude volk (Fernsehfilm)
- 1975: Amsterdam 700 (Fernseh-Miniserie)
- 1975–1976: Van oude mensen, de dingen die voorbij gaan (Fernsehserie, sieben Folgen)
- 1976: Dood van een non
- 1976: L'homme d'Amsterdam (Fernsehserie, sechs Folgen)
- 1978: Hollands glorie (Fernsehserie, sechs Folgen)
- 1978: Heilige Jeanne (Fernsehfilm)
- 1978: Kant aan m'n broek! (Fernsehserie, sechs Folgen)
- 1980: Rouw past Electra (Fernsehserie, drei Folgen)
- 1981: Mata Hari (Fernseh-Miniserie)
- 1983: Fahrstuhl des Grauens (De lift)
- 1984: De Leeuw van Vlaanderen
- 1985–1986: De appelgaard (Fernsehserie, 12 Folgen)
- 1989–1991: Laat maar Zitten (Fernsehserie, 24 Folgen)
- 1991–1992: Suite 215 (Fernsehserie, zwei Folgen)
- 2001: Drei Furien & ein warmer Bruder (Zus & zo)
- 2004: De erfenis (Fernsehserie, acht Folgen)
- 2008–2009: Wolfseinde (Fernsehserie, 15 Folgen)

## Werke
- Ik, Mata Hari. 1981, Van Holkema & Warendorf
- Hagelwit. 2007, Thoeris, ISBN 978-9-07-2219244
- Kleine Johanna. 2008, Thoeris, ISBN 978-9-07-2219275